# Hildegard Conrad
Hildegard Conrad, in zweiter Ehe Hildegard Conrad-Nöller (* 4. Juli 1916 als Hildegard Häverer in Nowawes, Deutsches Kaiserreich; † 28. November 2003 in Ferch, Deutschland), war eine deutsche Filmeditorin der DEFA.

## Leben
Hildegard Conrad zählt zu den bedeutendsten Schnittmeisterinnen der DDR. Sie war im Laufe ihrer Karriere für die Montage von mehr als 20 Langfilmen verantwortlich. Zu ihren wichtigsten Filmen gehören mehrere Regiearbeiten von Frank Beyer, z. B. Nackt unter Wölfen (1963) und der bekannteste Verbotsfilm, Spur der Steine (1966). Weitere Regisseure mit denen sie häufig zusammenarbeitete, sind Siegfried Hartmann, Hans-Joachim Kunert und Günter Reisch.

## Filmografie

### Kino
- 1956: Besondere Kennzeichen: keine – Regie: Hans-Joachim Kunert
- 1956: Das tapfere Schneiderlein – Regie: Helmut Spieß
- 1957: Bärenburger Schnurre – Regie: Ralf Kirsten
- 1957: Skimeister von morgen – Regie: Ralf Kirsten
- 1958: Der Lotterieschwede – Regie: Hans-Joachim Kunert
- 1959: Das Feuerzeug – Regie: Siegfried Hartmann
- 1959: Ehesache Lorenz – Regie: Hans-Joachim Kunert
- 1959: Maibowle – Regie: Günter Reisch
- 1960: Hatifa – Regie: Siegfried Hartmann
- 1960: Seilergasse 8 – Regie: Hans-Joachim Kunert
- 1960: Silvesterpunsch – Regie: Günter Reisch
- 1962: Das verhexte Fischerdorf – Regie: Siegfried Hartmann
- 1962: Königskinder – Regie: Frank Beyer
- 1963: Nackt unter Wölfen – Regie: Frank Beyer
- 1963: Karbid und Sauerampfer – Regie: Frank Beyer
- 1964: Die goldene Gans – Regie: Siegfried Hartmann
- 1965: Die besten Jahre – Regie: Günther Rücker
- 1966: Spur der Steine – Regie: Frank Beyer
- 1968: Heroin – Regie: Heinz Thiel und Horst E. Brandt
- 1968: 12 Uhr mittags kommt der Boß – Regie: Siegfried Hartmann
- 1969: Jungfer, Sie gefällt mir – Regie: Günter Reisch
- 1972: Der Mann, der nach der Oma kam – Regie: Roland Oehme
- 1973: Der kleine Kommandeur – Regie: Siegfried Hartmann
- 1973: Ninotschka sucht den Frühling – Regie: Ursula Schmenger
- 1975: Am Ende der Welt (alternativer Titel: »Niemandsland«) – Regie: Hans Kratzert

### Fernsehen
- 1960: Nackt unter Wölfen (Spielfilm) – Regie: Georg Leopold
- 1961: Gewissen in Aufruhr (Mini-Serie, Folge 3: Wo sich die Wege trennen) – Regie: Günter Reisch & Hans-Joachim Kasprzik
- 1963: Carl von Ossietzky (Spielfilm) – Regie: Lothar Creutz & Carl Andrießen
- 1969: Rendezvous mit unbekannt (Serie, Schnitt zusammen mit Karin Kusche) – Regie: János Veiczi
  - Folge 2: Grüße von Drüben
  - Folge 4: Berlin-W Adieu!
  - Folge 5: Heißer Draht im Wasserhahn
  - Folge 6: Abendspaziergang
  - Folge 7: Kreuze im Gitternetz
- 1971: Rottenknechte (fünfteiliges Doku-Drama) – Regie: Frank Beyer
- 1975: Mord im Märkischen Viertel (Spielfilm) – Regie: Helmut Krätzig
- 1976: Das Grashaus oder die Aufteilung von 35 000 Frauen auf zwei Mann (Spielfilm) – Regie: Helmut Krätzig
- 1977: Der Hasenhüter (45-minütiger Kinderfilm) – Regie: Ursula Schmenger